# روسای دوم
روسای دوم دهمین پادشاه اورارتو بود. او پس از پدرش آرگیشتی دوم به سلطنت رسید.